# Arondismentul L'Haÿ-les-Roses
Arondismentul L'Haÿ-les-Roses (în franceză Arrondissement de L’Haÿ-les-Roses) este un arondisment din departamentul Val-de-Marne, regiunea Île-de-France, Franța.

## Subdiviziuni

### Cantoane
- Cantonul Arcueil
- Cantonul Cachan
- Cantonul Chevilly-Larue
- Cantonul Fresnes
- Cantonul L'Haÿ-les-Roses
- Cantonul Le Kremlin-Bicêtre
- Cantonul Thiais
- Cantonul Villejuif-Est
- Cantonul Villejuif-Ouest

### Comune
| 1. Arcueil (94003)  | 2. Cachan (94016)          | 3. Chevilly-Larue (94021)     | 4. Fresnes (94034) |
| 5. Gentilly (94037) | 6. L'Haÿ-les-Roses (94038) | 7. Le Kremlin-Bicêtre (94043) | 8. Rungis (94065)  |
| 9. Thiais (94073)   | 10. Villejuif (94076)      |                               |                    |